# Garvestone
Garvestone är en by i Garvestone, Reymerston and Thuxton civil parish, i Breckland distrikt i Norfolk, England. Byn är belägen 21 km från Norwich. Orten har 332 invånare (2011). Civil parish hade 265 invånare år 1931. Byn nämndes i Domedagsboken (Domesday Book) år 1086, och kallades då Gerolfestuna/Giro(l)festuna.